# ما تو را به جنب‌وجوش می‌اندازیم
ما تو را به جنب و جوش می‌اندازیم (به انگلیسی: We Will Rock You) یک آهنگ نوشته شده توسط برایان می و اجرا شده توسط گروه کوئین از آلبوم اخبار جهان آن‌ها در سال ۱۹۷۷ می‌باشد. رولینگ استون رتبه ۳۳۰ را از «۵۰۰ ترانهٔ برتر تمام زمان‌ها» در سال ۲۰۰۴، و آرآی‌ای‌ای رتبهٔ ۱۴۶ را در لیست خود با نام ترانه‌های قرن به این آهنگ داده است. همچنین در سال ۲۰۰۹، «ما تو را به جنب و جوش می‌اندازیم» وارد تالار مشاهیر گرمی شد.
به غیر از ۳۰ ثانیه پایانی این ترانه که شاهد نوازندگی سولو گیتار توسط برایان می بودیم، در سایر اجزای این ترانه تنها از تکنیک پایکوبی و کف‌زدن استفاده شده است که از آن یک‌ضرب ریتمیک خلق کرده است. در ۱۹۷۷، «ما تو را به جنب و جوش می‌اندازیم» و «ما قهرمانیم» باهم به‌عنوان ۱۰ ترانهٔ برتر جهانی شناخته شدند. بزودی پس از اینکه آلبوم منتشر شد، بسیاری از ایستگاه‌های رادیویی شروع به پخش این آهنگ، پشت سر هم و بدون وقفه کردند!
از زمان انتشار آن، «ما تو را به جنب و جوش می‌اندازیم» توسط بسیاری از هنرمندان بزرگ، برنامه‌های تلویزیونی، فیلم‌ها و سایر رسانه‌های جهانی بازسازی، بازخوانی، نمونه‌برداری و ریمیکس شده است.
که در سریال پیکی بلایندرز استفاده شده است. این آهنگ در جام جهانی استفاده شده است.